# Delhi (Louisiana)
Delhi è un comune degli Stati Uniti d'America, situato nello Stato della Louisiana, in particolare nella parrocchia di Richland.